# سعيد بن عامر الجمحي
سعيد بن عامر بن حذيم الجُمَحِي القُرَشي الكِناني (ت 20 هـ / 640م) صحابي جليل من كبار الصحابة وفُضَلائهم، أسلم قبل فتح خيبر ثم شهدها مع النبي محمد ﷺ وشَهد ما بعدها من الغزوات، ولاه الخليفة عمر بن الخطاب أميراً على حلب وما يليها من بلاد الشام وتوفي وهو عليها في سنة 20 هـ في خلافة عمر بن الخطاب قال سعيد بن عبد الرحمن الجمحي: «لما توفي عياض بن غنم الفهري ولى عمر بن الخطاب سعيد بن عامر بن حذيم عمله، وكان على حمص وما يليها من الشام وكتب إليه كتاباً يوصيه فيه بتقوى الله والجد في أمر الله والقيام بالحق الذي يجب عليه ويأمره بوضع الخراج والرفق بالرعية». وقال عنه ابن حجر العسقلاني: «كان من كبار الصحابة وفضلائهم وأمه أروى بنت أبي معيط الأموية القرشية أسلم قبل خيبر، وهاجر فشهدها وما بعدها، وولاه عُمَر على حمص، وكان مشهوراً بالخير والزهد».
وذكر شمس الدين الذهبي أن عُمَر بن الخطاب أرسل سعيد بن عامرٍ الجُمَحي مدداً لأبي عُبَيدة بن الجراح في معركة اليرموك فهزم الله المشركين وفتحت بلاد الشام. وقال خليفة بن خياط: «فُتِحت قيسارية وأميرها سعيد بن عامر بن حذيم الجمحي، ومُعَاوية بن أبي سفيان الأموي كل واحدٍ أمير على جنده فهزم الله المشركين وقتلوا منهم مقتلة عظيمة». قال البلاذري: «كان سعيد بن عامرٍ الجمحي خيراً فاضلاً ورعاً، ولاه عُمَر بن الخَطاب الرقة وكورها وحمص، فلم يلبث إلا قليلاً حتى مات في سنة عشرين».

## نسبه
- هو: سَعيدُ بن عامر بن حذيم بن سلمان بن ربيعة بن عُوَيج بن سعد بن جمح بن عمرو بن هصيص بن كعب بن لؤي بن غالب بن فهر بن مالك بن قريش بن كنانة بن خزيمة بن عامر بن إلياس بن مضر بن نزار بن معد بن عدنان الجمحي القرشي الكناني.[6]
- أمه هي: أروى بنت أبي مُعَيط بن أبي عمرو بن أمية بن عبد شمس بن عبد مناف بن قصي بن كلاب بن مرة بن كعب بن لؤي الأموية العبشمية القرشية.[7]

## إسلامه
كان سعيد بن عامر فتى شابا في ريعان شبابه، وكان من الذين خرجوا إلى منطقة التنعيم في ظاهر مكة بدعوة من زعماء قريش ليشهدوا مصرع الصحابي: خُبيب بن عدي بعد أن ظفروا به غدرا. وقد تأثر سعيد بن عامر تأثرا بالغا بحادثة قتل خبيب بن عدي وصلبه، ووقع في نفسه استنكار ما فعلته قريش من جهة، والأخلاق السمحة التي شاهدها في خبيب من جهة أخرى، فكان ما سمعه وشاهده من خبيب بن عدي هو السبب الرئيسي الذي جعل في نفسه الرغبة القوية للدخول في الإسلام.
وقد كانت هذه الحادثة لا تفارق سعيد بن عامر في يقظته ومنامه، وتعلم من ذلك مدى الصدق في الإيمان ورسوخ العقيدة، وقد تمثل له ذلك في خبيب بن عدي الذي سمع منه وهو يقول قبل أن يقتل:
وعلمه أمرا آخر هو أن الرجل الذي يحبه أصحابه كل هذا الحب إنما هو نبي مؤيد من السماء. وبذلك شرح الله صدر سعيد بن عامر إلى الإسلام، فقام في ملاء من الناس وأعلن براءته من آثام قريش وأوزارها، ودخوله في دين الله، ثم هاجر بعد ذلك إلى المدينة المنورة.

## حياته
بعد إسلامه هاجر سعيد بن عامر إلى المدينة ولزم رسول الله صلى الله عليه وسلم وشهد معه خيبر وما بعدها من الغزوات.
وبعد وفاته صلى الله عليه وسلم أصبح سيفا مسلولا في أيدي خليفتيه أبي بكر وعمر رضي الله عنهما.
انطلاقا من حرص عمر علي تفقد أحوال الرعية فقد سأل عمر بن الخطاب عامله على حمص سعيد بن عامر فقال له عمر: مالك من المال؟ قال: سلاحي وفرسي وأبغل أغزو عليها وغلام يقوم علي وخادم لامرأتي وسهم يعد في المسلمين. فقال له عمر: مالك غير هذ؟ قال حسبي هذا هذا كثير. فقال له عمر: فلم يحبك أصحابك؟ قال: أواسيهم بنفسي وأعدل عليهم في حكمي. فقال له عمر: خذ هذه الألف دينار فتقو به. قال: لا حاجة لي فيها أعط من هو أحوج إليها مني. فقال عمر: على رسلك حتى أحدثك ما قال رسول الله صلى الله عليه وسلم ثم إن شئت فاقبل وإن شئت فدع: إن رسول الله صلى الله عليه وسلم عرض علي شيئا فقلت مثل الذي قلت فقال رسول الله صلى الله عليه وسلم.من أعطي شيئا من غير سؤال ولا استشراف نفس فإنه رزق من الله فليقبله ولا يرده. فقال الرجل: أسمعت هذا من رسول الله صلى الله عليه وسلم؟ قال: نعم. فقبله الرجل ثم أتى امرأته فقال: إن أمير المؤمنين أعطانا هذه الألف دينار فإن شئت أن نعطيه من يتجر لنا به ونأكل الربح ويبقى لنا رأس مالنا. وإن شئت أن نأكل الأول فالأول: فقالت المرأة: بل أعطة من يتجر لنا به ونأكل الربح ويبقى لنا رأس المال قال: ففرقيه صررا ففعلت فجعل كل ليلة يخرج صرة فيضعها في المساكين ذوي الحاجة فلم يلبث الرجل إلا يسيرا حتى توفي فأرسل عمر يسأل عن الألف فأخبرته امرأته بالذي كان يصنع فالتمسوا ذلك فوجدوا الرجل قدمها لنفسه ففرح بذلك عمر وسر وقال: يإن كان الظن به كذلك.
واستعمل عمر بن الخطاب سعيدا بن عامر على جند حمص فقدم عليه فعلاه بالدرة فقال سعيد: سبق سيلك مطرك إن تستعتب نعتب وإن تعاقب نصبر وإن تعف نشكر. قال: فاستحيى عمر وألقى الدرة وقال: ما على المؤمن أو المسلم أكثر من هذا إنك تبطئ بالخراج. فقال سعيد: إنك أمرتنا أن لا نزيد الفلاح على أربعة دنانير فنحن لا نزيد ولا ننقص إلا أنا نؤخرهم إلى غلاتهم. فقال عمر: لا أعزلك ما كنت حيا. 

### شكوى أهل حمص

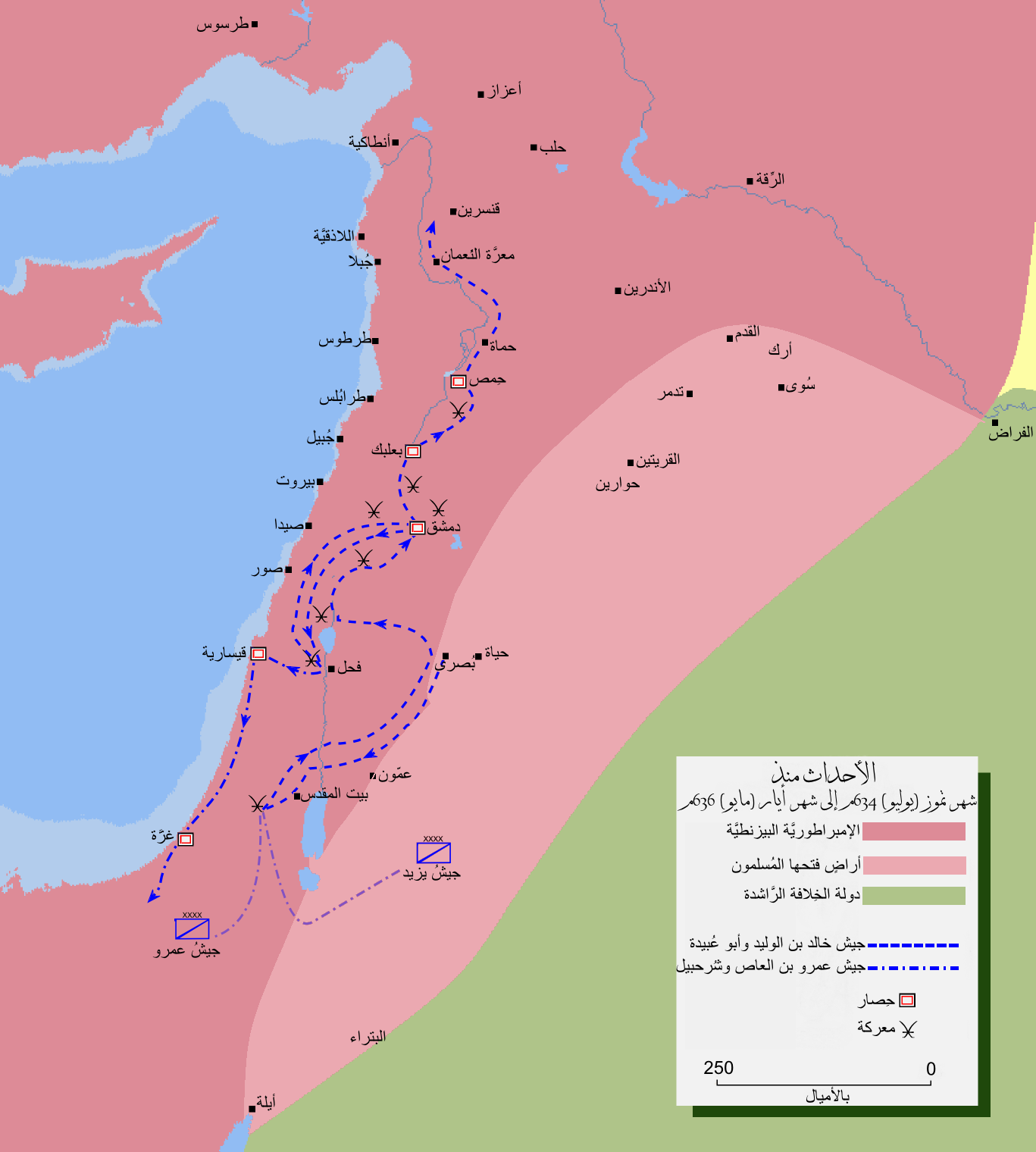
خريطة تُصوِّرُ مسار الجُيوش الإسلاميَّة وفتحها لِحمص وسائر بلاد الشَّام الوُسطى.

في عهد عمر بن الخطاب، ولاه عمر بن الخطاب رضي الله عنه حمص ولما زار عمر حمص شكا أهل حمص إلى عمر أربعة امور عنه،1/أنه لا يخرج اليهم حتى إذا تعالى النهار: فقال أنه يعجن الخبز لاهله، 2/أنه لا يرد عليهم بليل: لانه يقوم الليل فالنهار للعامة والليل لربه، 3/أنه لا يخرج اليهم يوما من الشهر: لانه ليس لديه سوى قميص واحد فيغسله ذلك اليوم حتى يجف ثم يلبسه، 4/أنه يصيبه من حين لآخر غشية فيغيب عمن في مجلسه، لانه يتذكر كيف فعلت قريش بالصحابي الجليل خبيب بن عدي حيث مثلت به قريش وأنه ترك نصرته فيظن أن الله لن يغفر له فتصبه الغشية، فعذره عمر بن الخطاب.
قال عمر همس: اللهم إني أعرفه من خير عبادك، اللهم لا تخيب فيه فراستي...ودعا سعيدًا للدفاع عن نفسه.
فقال سعيد: أما قولهم: إني لا أخرج إليهم حتى يتعالى النهار، فوالله لقد كنت أكره ذكر السبب، إنه ليس لأهلي خادم، فأنا أعجن عجيني، ثم أدعه حتى يختمر، ثم أخبز خبزي، ثم أتوضأ للضحى، ثم أخرج إليهم...وتهلل وجه عمر وقال: الحمد لله، والثانية؟!...
قال سعيد: وأما قولهم: لا أجيب أحدا بليل، فوالله لقد كنت أكره ذكر السبب، إني جعلت النهار لهم، والليل لربي.
وأما قولهم: إن لي يومين في الشهر لا أخرج فيهم، فليس لي خادم يغسل ثوبي، وليس لي ثياب أبدله، فأنا أغسل ثوبي ثم أنتظر حتى يجف بعد حين وفي آخر النهار أخرج إليهم...
وأما قولهم: إن الغشية تأخذني بين الحين والحين، فقد شهدت مصرع خبيب الأنصاري بمكة، وقد بضعت قريش لحمه، وحملوه على جذعة، وهم يقولون له: أتحب أن محمدا رسول الله صلى الله عليه وسلم مكانك، وأنت سليم معافى؟...فيجيبهم قائل: والله ما أحب أني في أهلي وولدي، معي عافية الدنيا ونعيمه، ويصاب رسول الله صلى الله عليه وسلم بشوكة...فكلما ذكرت ذلك المشهد الذي رأيته، وأنا يومئذ من المشركين، ثم تذكرت تركي نصرة خبيب يومه، أرتجف خوفا من عذاب الله ويغشاني الذي يغشاني...
وانتهت كلمات سعيد المبللة بدموعه عندها قال عمر: الحمد لله الذي لم يخيب ظني به، وعانق سعيدا.

## بعض الأحاديث التي نقلها عن الرسول
- قال سعيد بن عامر: سمعت رسول الله صلى الله عليه وسلم يقول: «يجيء فقراء المسلمين يزفون كما يزف الحمام، ويقال لهم: قفوا للحساب، فيقولون: والله ما أعطيتمونا شيئًا تحاسبونا به، فيقول الله: صدق عبادي، فيدخلون الجنة قبل الناس بسبعين عامًا».[11]

- وعن سعيد بن عامر قال: سمعت رسول الله صلى الله عليه وسلم يقول: «لو أن امرأة من نساء أهل الجنة أشرفت إلى أهل الأرض لملأت الأرض ريح المسك، ولأذهبت ضوء الشمس والقمر».[12]

## وفاته
توفي في حمص في سنة 20 هـ في خلافة عمر بن الخطاب ويُقَال أن وفاته في قيسارية، ويُقَال أيضاً في الرقة وقيل فيها قبره والله أعلم.